# Auditorio del Festival de la Canción de Estonia
El Auditorio del Festival de la Canción (en estonio: Tallinna lauluväljak, «Auditorio de Tallin») es un auditorio al aire libre ubicado en Tallin (Estonia), con aforo para 75 000 espectadores. Es conocido por acoger cada cinco años el Festival de la Canción de Estonia, además de conciertos musicales a gran escala.

## Historia

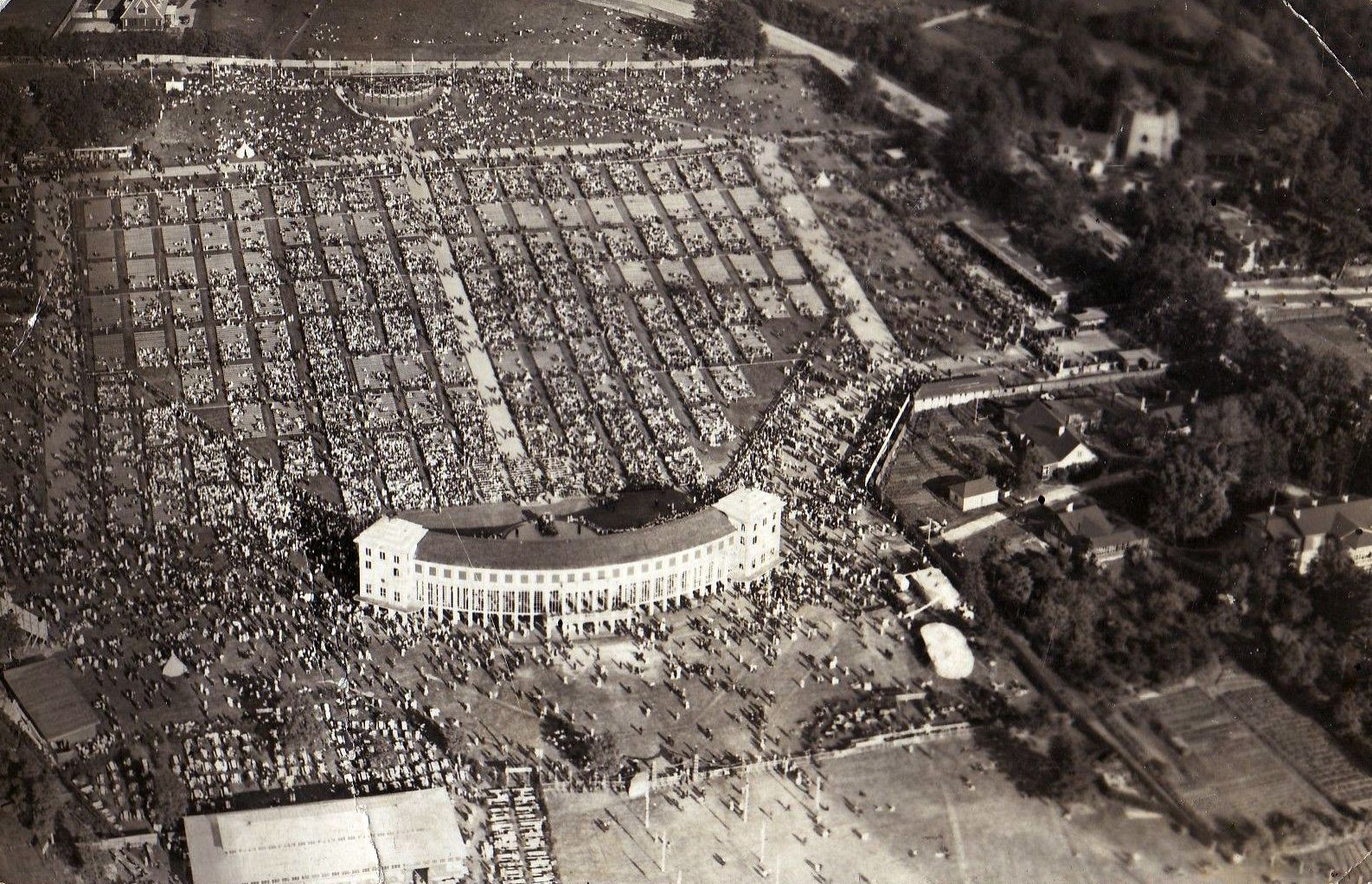
Vista aérea del Auditorio del Festival en los años 1930.

El Auditorio de Tallin fue construido para albergar el Festival de la Canción de Estonia, un evento fundado en 1869 por Johann Voldemar Jannsen y que cada cinco años divulga la música y cultura en idioma estonio.
La instalación se asienta sobre unos terrenos al aire libre en el distrito de Kadriorg, al noreste de la capital, que venían utilizándose para el festival desde 1928. La grada principal donde se colocan los coros fue diseñada por Karl Burman.
Cuando Estonia fue ocupada por la Unión Soviética, las autoridades ordenaron construir allí un auditorio de grandes dimensiones cuya inauguración tuvo lugar en 1959, coincidiendo con el vigésimo aniversario de la república socialista de Estonia. La nueva grada estuvo lista para el Festival de 1960.
Durante el proceso de independencia de Estonia y el resto de repúblicas bálticas, el Festival de la Canción se convirtió en un escenario reivindicativo para el pueblo estonio. Además del propio Festival, el recinto fue utilizado para albergar conciertos de grandes artistas internacionales, entre ellos el festival Glasnost Rock de 1988.
Una vez Estonia recobró la independencia, el Auditorio se convirtió en el principal recinto para conciertos masivos. Algunos de los artistas más importantes que han actuado allí han sido Michael Jackson (1997), Metallica (2006), Madonna (2009), Lady Gaga (2012) y Guns N' Roses (2018).
En 2008 el Festival de la Canción de Estonia fue declarado patrimonio cultural inmaterial de la Humanidad por la Unesco.